# 33e division d'infanterie (Pologne)
Pour les articles homonymes, voir 33e division d'infanterie.
La  33e Division d'Infanterie est une des divisions d'infanterie de l'armée polonaise durant la Seconde Guerre mondiale.

## Historique
La 33e division d'infanterie est division de réserve ne faisant pas partie dans l'armée de temps de paix. Elle est constituée du 24 au 27 aout 1939 avec des bataillons de défense frontalière. Rattachée au groupe indépendant de Narew, elle est chargée de la défense de la région de Ostrołęka, Łomża et Nowogród.
Durant les 3 premiers jours de l'offensive allemande en Pologne, elle n'a uniquement de rares contacts avec l'ennemi. Le 5 septembre, elle reçoit l'ordre d'attaquer la 3e armée allemande et lance son attaque dans la nuit du 6 au 7 avec d'autres unités sur Różan. Mais, les polonais doivent battre en retraite en panique avec de lourdes pertes à cause des chars allemands.
Le 7 septembre, 3 bataillons de la division atteignent Wyszków et ses restes sont rattachées à l'armée Modlin. Le 10, attaquée par des chars, elle est obligée de se replier une nouvelle fois. Le 17 septembre, elle participe à une escarmouche à proximité de Włodawa.
Le 19 septembre, les restes de le 33e et 41e divisions d'infanterie sont regroupés pour former la 41e division d'infanterie.

## Théâtres d'opérations
- 1er septembre au 6 octobre 1939 : Campagne de Pologne